# Strażnica WOP Wygoda
Strażnica WOP Wygoda – podstawowy pododdział graniczny Wojsk Ochrony Pogranicza pełniący służbę ochronną na granicy polsko-radzieckiej.

## Formowanie i zmiany organizacyjne
Strażnica została sformowana w 1945 w strukturze 30 komendy odcinka jako 138 strażnica WOP (Wygoda) o stanie 56 żołnierzy. Kierownictwo strażnicy stanowili: komendant strażnicy, zastępca komendanta do spraw polityczno-wychowawczych i zastępca do spraw zwiadu. Strażnica składała się z dwóch drużyn strzeleckich, drużyny fizylierów, drużyny łączności i gospodarczej. Etat przewidywał także instruktora do tresury psów służbowych oraz instruktora sanitarnego.
24 stycznia 1946 objęła służbę w ochronie granicy państwowej 138 strażnica WOP Wygoda.
W związku z reorganizacją oddziałów WOP w 1948, strażnica podporządkowana została dowódcy 21 batalionu OP. Od stycznia 1951 strażnica podlegała dowódcy 231 batalionu WOP.
Od 15 marca 1954 wprowadzono nową numerację strażnic. Strażnica IV kategorii nosiła numer 132.

## Ochrona granicy
137 strażnica WOP Tokary ⇔ 139 strażnica WOP Krzyczew

## Dowódcy strażnicy
- por Sokulski Józef - 1946[8]